# Сам Сари
Сам Сари (кхмер. សម សារី; 6 марта 1917 — ок. 1962) — камбоджийский дипломат, посол Камбоджи в Великобритании (1958—1962). Отец нынешнего лидера камбоджийской оппозиции — Сама Рейнгси. Член политической организации Сангкум, входил в близкое окружение принца Нородома Сианука. Участвовал в заговоре против правительства Сианука. Пропал без вести в 1962 году, предположительно убит сотрудниками ЦРУ.